# Colonnella
Colonnella község (comune) Olaszország Abruzzo régiójában, Teramo megyében.

## Fekvése
A megye északkeleti részén fekszik. Határai: Alba Adriatica, Controguerra, Corropoli, Martinsicuro és Monteprandone.

## Története
A település vidékét már az ókorban lakták, a szomszédos Truentum fennhatósága alá tartozott. A mai település a 8. században alakult ki, az ókori település romjain. Első említése a 10. századból származik. A következő századokban nemesi birtok volt. Önálló községgé a 19. század elején vált, amikor a Nápolyi Királyságban felszámolták a feudalizmust.

## Népessége
A népesség számának alakulása:

## Főbb látnivalói
- Villa Ricci
- Palazzo Volpi
- Palazzo Pardi
- Palazzo Marzi
- Santi Cipriano e Giustina-templom
- Ricci-ciszterna
- Cinicolà-ciszterna
- Öreg kút
- Ottó-kút